# Fredrik Wahlgren
Frans Fredrik Wahlgren, född 18 augusti 1895 i Riseberga socken, död 26 augusti 1965 i Lidingö församling, var en svensk läkare.
Fredrik Wahlgren var son till Anders Wahlgren och Elisabeth Hallgren. Han avlade studentexamen i Stockholm 1913 och därefter 1916 medicine kandidatexamen och 1922 medicine licentiatexamen vid Karolinska institutet, där han även blev medicine hedersdoktor 1942. Wahlgren var underläkare vid Sabbatsbergs sjukhus patologiska avdelning 1921–1927, obducent och patolog vid Maria sjukhus 1928–1944 och vid Sankt Görans sjukhus 1930–1944. Han blev 1944 överläkare vid Södersjukhusets patologiska avdelning. Från 1941 var Wahlgren redaktör för Svenska läkaresällskapets tidskrift Hygiea. Han var under en följd av år styrelsemedlem i Svenska kennel- och pointerklubbarna. Wahlgren, som utgav ett stort antal skrifter i patologiska ämnen, var en av Sveriges mest erfarna patologer, som ofta anlitades vid svåra undersökningar. Han var även känd som intresserad jägare, sportfiskare och hundkännare.